# Pionites xanthomerius
Pionites xanthomerius, "svartbent vitbukspapegoja", är en fågelart i familjen västpapegojor inom ordningen papegojfåglar.

## Utbredning och systematik
Fågeln förekommer från östra Peru (öster om Río Ucayali) och Bolivia (åtminstone förr söderut till Santa Cruz) till västra Brasilien söder om Amazonfloden (österut till Río Juruá). Nyligen har den även påträffats i Colombia norr om Amazonfloden längst i sydost. 
Den betraktas oftast som underart till rosthuvad vitbukspapegoja (Pionites leucogaster), men urskiljs sedan 2014 som egen art av Birdlife International, IUCN och Handbook of Birds of the World.

## Status
Den kategoriseras av IUCN som livskraftig.